# Christian Otto Mohr
Pour les articles homonymes, voir Mohr.
Christian Otto Mohr (8 octobre 1835 - 2 octobre 1918) est un ingénieur, un mécanicien et un professeur allemand, connu pour ses contributions à la résistance des matériaux et notamment sa méthode pour représenter l'état de contrainte dans un solide.

## Biographie
Fils d'exploitants agricoles de Wesselburen dans le Holstein, il suivit les cours de la Fachhochschule Hannover.
Il travailla d'abord à partir de 1855 comme ingénieur dans les voies ferrées du Hanovre, et de l'Oldenbourg, concevant quelques ponts où il emploie pour la première fois en Allemagne du Nord des structures métalliques en treillis.
Dès les premières années de sa carrière, il s'intéressa à la résistance des matériaux. En 1867, il quitta l'administration des chemins de fer et devint professeur de mécanique à l'université de Stuttgart, et à partir de 1873, enseigna à l’Institut polytechnique de Dresde. Mohr enseignait de façon informelle et s'adressait directement à ses étudiants, ce qui lui valait une certaine popularité.
En 1874, Mohr formalisa le concept de structure hyperstatique en dénombrant les degrés de liberté, jusque-là une notion intuitive.
Mohr se passionnait pour la statique graphique et fit connaître la méthode de représentation de l'état de contrainte tridimensionnel dans un solide de Karl Culmann. En 1882, il publia la méthode de représentation des contraintes dans un solide par un cercle (Cercle de Mohr) et l'employa pour expliquer un critère de plasticité des métaux fondé sur la résistance au cisaillement. Il imagina le diagramme de Williot-Mohr pour calculer les déplacements dans un treillis et la méthode de Maxwell-Mohr pour étudier les structures hyperstatiques.
Il prit sa retraite en 1900 et mourut à Dresde.
Otto Mohr fut le pseudonyme du nationaliste breton Olier Mordrel dans la Résistance (1940).